# Derovatellus fasciatus
Derovatellus fasciatus är en skalbaggsart som beskrevs av Régimbart 1895. Derovatellus fasciatus ingår i släktet Derovatellus och familjen dykare. Inga underarter finns listade i Catalogue of Life.